# Varcia kandyiana
Varcia kandyiana är en insektsart som beskrevs av William Lucas Distant 1906. Varcia kandyiana ingår i släktet Varcia och familjen Nogodinidae. Inga underarter finns listade i Catalogue of Life.